# De hel ligt niet ver van de hemel
De hel ligt niet ver van de hemel is een hoorspel van Fritz Möglich. Die Hölle liegt nicht weit vom Himmel werd op 1 oktober 1958 door de RIAS (Rundfunk im amerikanischen Sektor Berlins) uitgezonden. De KRO bracht het op zondag 29 november 1959 (met een herhaling op zaterdag 20 augustus 1960). De vertaler en regisseur was Léon Povel. Het hoorspel duurde 55 minuten.

## Rolbezetting
- Frans Somers (Wayne Lockwood)
- Joop Doderer (Dagger)
- Thom Hakker (White)
- Paul Deen (Portello)
- Nora Boerman (Floyd)
- Fé Sciarone (Gladys)
- Jan van Ees (majoor Keating)
- Jacques Snoek (Murphy)
- Paul van der Lek (Lobster)
- Han König (Gilmore)
- Johan Schmitz (Harris)
- Johan te Slaa (Moffa)
- Dries Krijn (Enright)
- Hans Veerman & Donald de Marcas (parachutisten)

## Inhoud
Op een modern opleidingsvliegveld, waar een geavanceerd systeem ervoor zorgt dat alles zonder problemen verloopt, eindigen Amerikaanse valschermspringers hun training. De sprong uit het vliegtuig moet voor hen zo gewoon worden als de avonduitstap naar het casino - en naar menselijke maatstaven is hij ook even ongevaarlijk. Het meisje Floyd, de vriendin van de valschermspringer Wayne Lockwood, staat niettemin bij elke sprong vol innerlijke onrust aan de rand van het vliegveld. En op een dag hangt Wayne, die reeds een lange training achter de rug heeft, plots op fatale wijze met ongeopende parachute aan de nylonkabel onder het vliegtuig. De bemanning poogt tevergeefs de kameraad in de machine te trekken. Wayne wordt bewusteloos…